# Passalora
Passalora Fr. – rodzaj grzybów z rodziny Mycosphaerellaceae. Grzyby mikroskopijne, pasożyty rozwijające się jako endofity w tkankach roślin.

## Morfologia
Grzyby pasożytnicze i saprotroficzne zaliczane do grupy grzybów cerkosporoidalnych. Do liści zarodniki wnikają przez aparaty szparkowe, grzybnia rozwija się wewnątrz tkanek rośliny i tworzy cylindryczne, gładkie i zazwyczaj kilkukomórkowe konidiofory o barwie od jasnooliwkowej do oliwkowobrunatnej. Wyrastają one pojedynczo, w pęczkach, koremiach, sporodochiach z grzybni znajdującej się w tkankach rośliny, lub z poduszeczkowatych podkładek. Na zewnątrz wyrastają przez aparaty szparkowe. Komórki konidiotwórcze wyrastają albo na szczycie konidioforów, albo na ich członach w postaci bocznych nabrzmień. Po oderwaniu się zarodników konidialnych pozostają na nich ciemniejsze blizny. Jasnobrunatne lub hialinowe konidia 1–4-komórkowe, o kształcie cylindrycznym, wąskoelipsoidalnym lub maczugowatocylindrycznym. Powstają pojedynczo, lub w łańcuszkach.

## Systematyka i nazewnictwo
Pozycja w klasyfikacji według Index Fungorum: Mycosphaerellaceae, Mycosphaerellales, Dothideomycetidae, Dothideomycetes, Pezizomycotina, Ascomycota, Fungi.
Synonimy:

- Berteromyces Cif. 1954
- Cercodeuterospora Curzi 1932
- Cercosporidium Earle, 1901
- Cercosporiopsis Miura 1928
- Phaeoramularia Munt.-Cvetk. 1960
- Tandonella S.S. Prasad & R.A.B. Verma 1970
- Walkeromyces Thaung 1976

Gatunki występujące w Polsce:
- Passalora acericola (X.J. Liu & Y.L. Guo) U. Braun & Crous 2003
- Passalora actaeae (Ellis & Holw.) U. Braun & Crous 2003
- Passalora ariae (Fuckel) U. Braun & Crous 2003
- Passalora avicularis (G. Winter) Crous, U. Braun & M.J. Morris 1994
- Passalora bacilligera (Mont. & Fr.) Fresen. 1863
- Passalora bupleuri (Pass.) U. Braun 1997
- Passalora campi-silii (Speg.) U. Braun 1995
- Passalora carlinae (Sacc.) U. Braun & Crous 2003
- Passalora comari (Peck) U. Braun 1995
- Passalora concors (Casp.) U. Braun & Crous 2003
- Passalora dissiliens (Duby) U. Braun & Crous 2003
- Passalora dubia (Riess) U. Braun 1995
- Passalora fraxini (DC.) Arx 1983
- Passalora galii (Ellis & Holw.) Arx 1983
- Passalora heterospora (Höhn.) Höhn. 1923
- Passalora malkoffii (Bubák) U. Braun 1997
- Passalora microsperma Fuckel 1874[5]
- Passalora minutissima (Desm.) U. Braun & Crous 2003
- Passalora montana (Speg.) U. Braun & Crous 2003,
- Passalora murina (Ellis & Kellerm.) U. Braun & Crous 2003
- Passalora pastinacae (Sacc.) U. Braun 1992
- Passalora punctum (Delacr.) Arx 1987
- Passalora ribis-rubri (Săvul. & Sandu) U. Braun 1997
- Passalora scandicearum (Magnus) U. Braun & Crous 2003
- Passalora vexans (C. Massal.) U. Braun & Crous 2003

Nazwy naukowe na podstawie Index Fungorum. Wykaz gatunków występujących w Polsce według W. Mułłenki i innych.